# Elieni Tenório
Elieni Tenório (nome completo: Elieni Tenório Soares), Mazagão, 1954, é uma artista plástica, pintora e gravadora brasileira. Utiliza técnicas híbridas em seus trabalhos e tem como foco de criação o universo feminino.

## Biografia
Nascida em Mazagão, interior do Amapá, Elieni Tenório revela que já tinha pendores artísticos desde a infância e gostava de costurar, embora não pensasse em fazer das artes plásticas a sua profissão.. Somente em 1989 iniciou sua carreira artística, quando participou de uma mostra coletiva no Centro Cultural e Turístico Tancredo Neves (Centur), em Belém. Sua primeira mostra individual, "Suburbano Coração", ocorreu somente em 1998, no Centro Cultural Brasil-Estado Unidos (CCBEU).
Ao cursar Extensão em Artes Plásticas na Universidade Federal do Pará, sua arte, que até então era figurativa, transformou-se pela convivência com outros artistas paraenses que estudavam na mesma instituição, e passou a retratar o cotidiano da mulher da periferia metropolitana.
Em 2008, após ser contemplada com uma bolsa de pesquisa, Elieni Tenório foi à Wiesbaden, na Alemanha, onde iria expor seus trabalhos na Galeria Bellevue-Saal. Como estes não chegaram a tempo de participar da exposição, ela criou uma obra ao vivo, aproveitando material que havia levado para fazer divulgação nas galerias. A iniciativa foi recebida de modo entusiástico pelos demais artistas presentes, segundo relata a pintora.

## Principais exposições coletivas
- VI Salão de Arte Primeiros Passos (1997, CCBEU, Belém, PA)[3]
- V Salão UNAMA de Pequenos Formatos (1999, Belém, PA)[3]
- 7º Salão de Artes Cidade de Itajaí (1999, Itajaí, SC)[3]
- II Salão de Artes Plásticas Volkswagen Clube (1999, São Bernardo do Campo, SP)[3]
- VII Salão UNAMA de Pequenos Formatos (2001, Belém, PA)[3]
- XXIII Salão Arte Pará (2004, Belém, PA)[3]
- Bienal Internacional de Arte Siart (2009, La Paz, Bolívia)[4]
- 15° Bienal Internacional de Gravura de Sarcelles (2011, França)[4]

## Principais mostras individuais
- Suburbano Coração (1998, Belém, PA)[3]
- Espelhos da Alma (1999, Galeria Theodoro Braga, Belém, PA)[3]
- Reflexos (2000, UNAMA, Belém, PA)[3]
- Sob Medida (2002, MEP, Belém, PA)[3]
- Vestida de Obsessão (2004, MEP, Belém, PA)[3]
- Retratos da Artista Enquanto Corpo (2019, Galeria Benedito Nunes, Belém, PA)[5]